# Maccaluba
La maccaluba o macaluba, chiamata anche vulcanello, è un vulcano di fango causato dal fenomeno geologico del vulcanesimo sedimentario.
Il termine, mutuato in italiano dal siciliano maccalubba, deriva dall'arabo maqlub (مقلوب), "sottosopra", riferito al risultato di ribaltamento del terreno che vede sedimenti più antichi portati in superficie durante le attività parossistiche.
Le maccalube sono fenomeni geologici tipici di diversi siti siciliani come ad esempio:
- le maccalube di Cianciana (AG)
- le maccalube della riserva naturale di Aragona (AG)
- le maccalube di Terrapelata, a Caltanissetta
- le maccalube di Floristella, in provincia di Enna

## Aspetti geologici

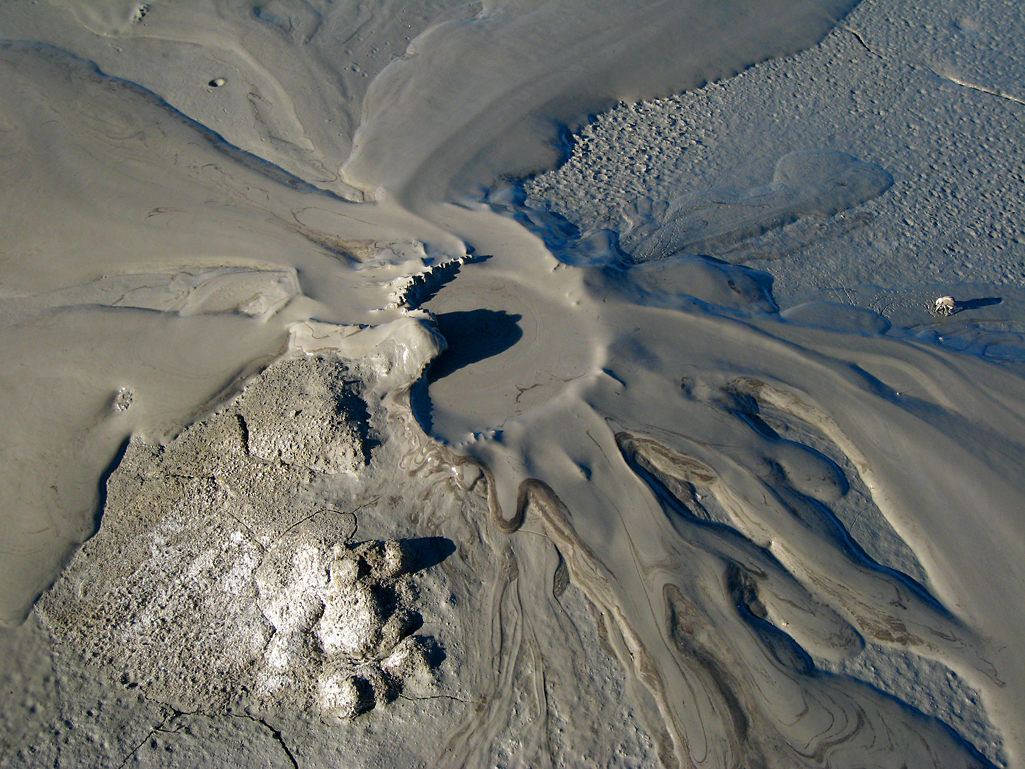
Dettaglio di vulcanello di fango, ad Aragona

I vulcanelli sono il frutto di un raro fenomeno geologico definito vulcanesimo sedimentario.
Il fenomeno è legato alla presenza di terreni argillosi poco consistenti, intercalati da livelli di acqua salmastra, che sovrastano bolle di gas metano sottoposto ad una certa pressione.
Il gas, attraverso discontinuità del terreno, affiora in superficie, trascinando con sé sedimenti argillosi ed acqua, che danno luogo ad un cono di fango, la cui sommità è del tutto simile ad un cratere vulcanico.  Il fenomeno assume talora carattere esplosivo, con espulsione di materiale argilloso misto a gas ed acqua scagliato a notevole altezza.
Le maccalube sono importanti emissioni di gas naturale che si originano in seguito al diapirismo, processo fisico che porta in superficie fluidi (gas ed acqua) e materiale sedimentario non consolidato; la migrazione del gas e del fango segue linee di risalita attraverso strutture geologiche strutturalmente più deboli.
L'innesco della risalita ha origine nell'effetto combinato della spinta di galleggiamento dei sedimenti sepolti e della pressione interstiziale dei fluidi degli stessi sedimenti.
La spinta di galleggiamento è legata alla quantità di gas prodotti dalla sostanza organica in essi dispersa che non ha avuto altra via di fuga, rimanendo intrappolata in materiale a densità superiore sovrastante.
Processi tettonici fanno aumentare la pressione interstiziale fino al superamento della pressione di intrappolamento (litostatica). A seguito di ciò il materiale sepolto non consolidato, risale fino alla superficie, dando origine a vere e proprie fontane di fango o maccalube.